# Lichtgas

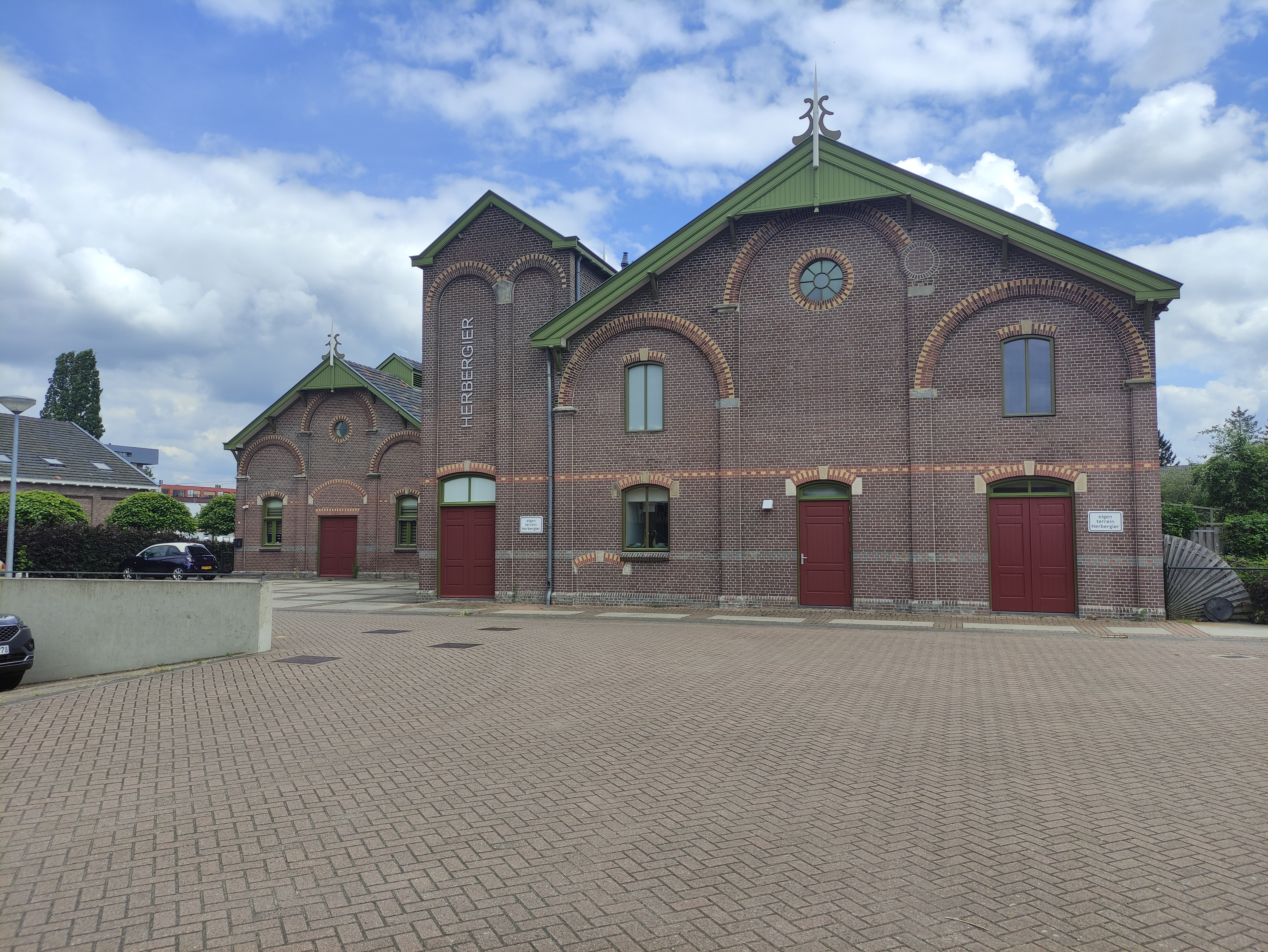
Voormalige gasfabriek in de Nederlandse gemeente Ede

Lichtgas of stadsgas is een brandbaar gasmengsel dat in een gasfabriek wordt geproduceerd door steenkool te verhitten zonder toetreding van zuurstof.
Het gas werd vanaf de 19e eeuw gebruikt voor verlichting, verwarming en om te koken. De precieze samenstelling verschilde per gasfabriek, maar de brandbare hoofdbestanddelen waren steeds waterstofgas, methaan en koolmonoxide. De samenstelling van het stadsgas in de Oostenrijkse hoofdstad Wenen was bijvoorbeeld 51% waterstof, 21% methaan, 15% stikstof, 9% koolmonoxide en kleine hoeveelheden kooldioxide, hogere koolwaterstoffen en zuurstof. Koolmonoxide is giftig, als het wordt ingeademd leidt het tot koolmonoxidevergiftiging. Dit maakte stadsgas ook tot middel voor zelfdoding. De verbrandingswarmte van stadsgas bedraagt 17,5 à 20 MJ/m3. In de tweede helft van de twintigste eeuw werd het stadsgas vervangen door aardgas.

## Geschiedenis
Dat er gas ontstaat bij de droge destillatie van steenkool was al lang bekend. De Maastrichtenaar Jan Pieter Minckeleers, hoogleraar natuurkunde aan de Katholieke Universiteit Leuven, was de eerste die experimenteerde met dit gas als bron voor verlichting. In 1785 gebruikte Minckeleers het om zijn auditorium te verlichten. Hij probeerde ook het opgewekte lichtgas via buizen te verdelen, maar slaagde er niet in om tot een goed werkend systeem te komen.
Twee Britse natuurkundigen, William Murdoch en Samuel Clegg, brachten de uitvinding een stapje verder. Murdoch volmaakte het proces van de winning van lichtgas door het te zuiveren van zwaveldioxide en teer. In 1803 bouwde hij een gasinstallatie voor de verlichting van de fabrieken van Boulton & Watts in Londen. Zijn leerling Clegg werd de grote man achter de commerciële exploitatie van lichtgas.
Als eerste stad op het vasteland kreeg Brussel in 1819 straatverlichting op stadsgas. De vennootschap van Pierre-Joseph Meeus, die een concessie kreeg voor twintig jaar, bouwde een gasfabriek en gazometer in de Sint-Rochusstraat. De leidingen voedden in dat eerste jaar 72 lichtpunten, voornamelijk in de Nieuwstraat en op het Muntplein. In 1839 ging de concessie over naar een Londens bedrijf. In 1875 nam de stad zelf de regie over de productie van het benodigde lichtgas.
Omstreeks 1827 bouwde de stad Gent een gasfabriek. Na twee jaar had men 700 straatfakkels vervangen door 700 veiligere gaslantaarns. Door dat grote succes kwamen er nog twee fabrieken bij, waaronder de fabriek aan de Gasmeterlaan. Het waren na Brussel de eerste gasfabrieken in België.
De eerste gasfabriek in het huidige Nederland werd in 1826 door het Britse bedrijf Imperial Continental Gas Association (ICGA) in Rotterdam in gebruik genomen. Een jaar daarvoor werd in Amsterdam al gas geproduceerd uit raapolie. In de tweede helft van de 19e eeuw door heel Nederland gasfabrieken gebouwd die vaak door de gemeente werden beheerd. Er werden manieren gevonden om steenkoolteer, een afvalproduct van de gasfabricage, te verwerken tot kunstmest, zwavelzuur en veel organische producten.
Nadat in 1959 bij Slochteren in Nederland een groot aardgasveld was ontdekt, schakelde men in Nederland en België massaal over op aardgas. Een van de voordelen daarvan is dat dit geen koolmonoxide bevat en dus niet giftig is. Na 1960 waren de gasfabrieken overbodig; vele werden gesloopt, waarna een ernstig met polycyclische aromatische koolwaterstoffen verontreinigd terrein achterbleef.

## Gebruik
Lichtgas dankt zijn naam aan de aanvankelijke toepassing als vervanger van lampolie, kaars en fakkel. Later werd er vooral mee verwarmd en gekookt. Het werd in steden en dorpen in zeer veel huizen per gasleiding aangeleverd.
Lichtgas was ook in gebruik als vulling voor luchtballonnen, omdat het gemakkelijk verkrijgbaar was. Wegens het hoge gehalte waterstof is lichtgas daarvoor zeer geschikt. Omdat lichtgas erg brandbaar is gebruikte men later liever helium.